# El Toro, Chiapas
El Toro är en ort i Mexiko.   Den ligger i kommunen Salto de Agua och delstaten Chiapas, i den sydöstra delen av landet, 800 km öster om huvudstaden Mexico City. El Toro ligger 75 meter över havet och antalet invånare är 499.
Terrängen runt El Toro är varierad. Runt El Toro är det ganska glesbefolkat, med 42 invånare per kvadratkilometer. Närmaste större samhälle är Belisario Domínguez, 18,2 km öster om El Toro. Trakten runt El Toro består till största delen av jordbruksmark.